# 5798 (année hébraïque)
5798 (hébreu : ה'תשצ"ח , abbr. : תשצ"ח) est une année hébraïque qui commencera à la veille au soir du 10 septembre 2037 et se finira le 29 septembre 2038. Cette année comptera 385 jours. Ce sera une année embolismique dans le cycle métonique, avec deux mois de Adar - Adar I et Adar II. Ce sera la seconde année depuis la dernière année de chemitta.
En l'an 5798, l'État d'Israël fêtera ses 90 ans d'indépendance.

## Calendrier
Ce calendrier hébraïque de l'année 5798 donne les correspondances avec les dates du calendrier grégorien.
Le premier nombre dans chaque case correspond au jour du mois hébraïque. Les jours en couleurs sont des jours remarquables juifs ou israéliens.
| ◄◄ | 5798 | ►► |

## Décès
5793 - 5794 - 5795 - 5796 - 5797 - 5798 - 5799 - 5800 - 5801 - 5802 - 5803